# Pittosporum tobira
Pittosporum tobira, conocida vulgarmente como azahar de la China o azarero, es una especie de la familia Pittosporaceae, originaria del este de Asia. 

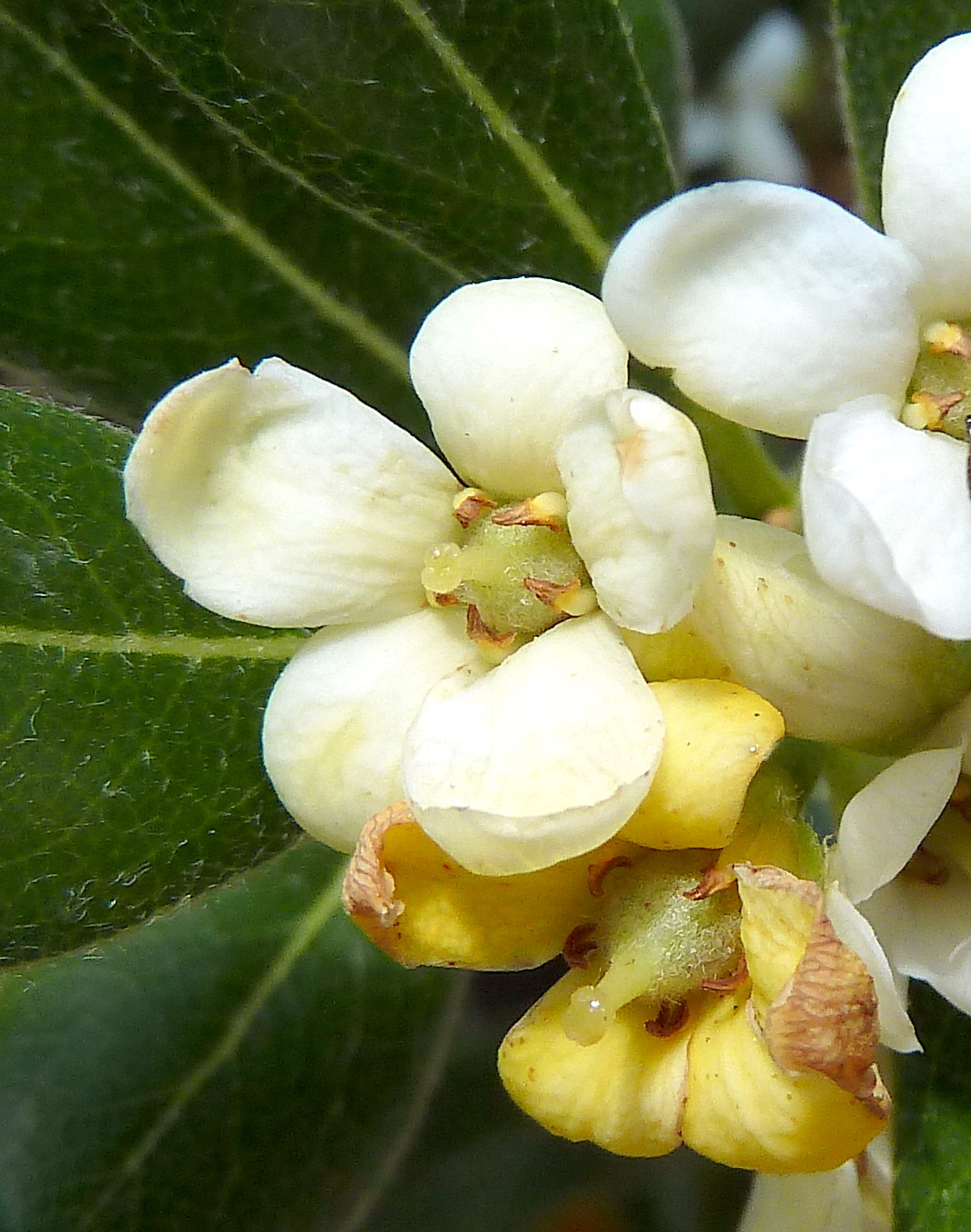
Flores.

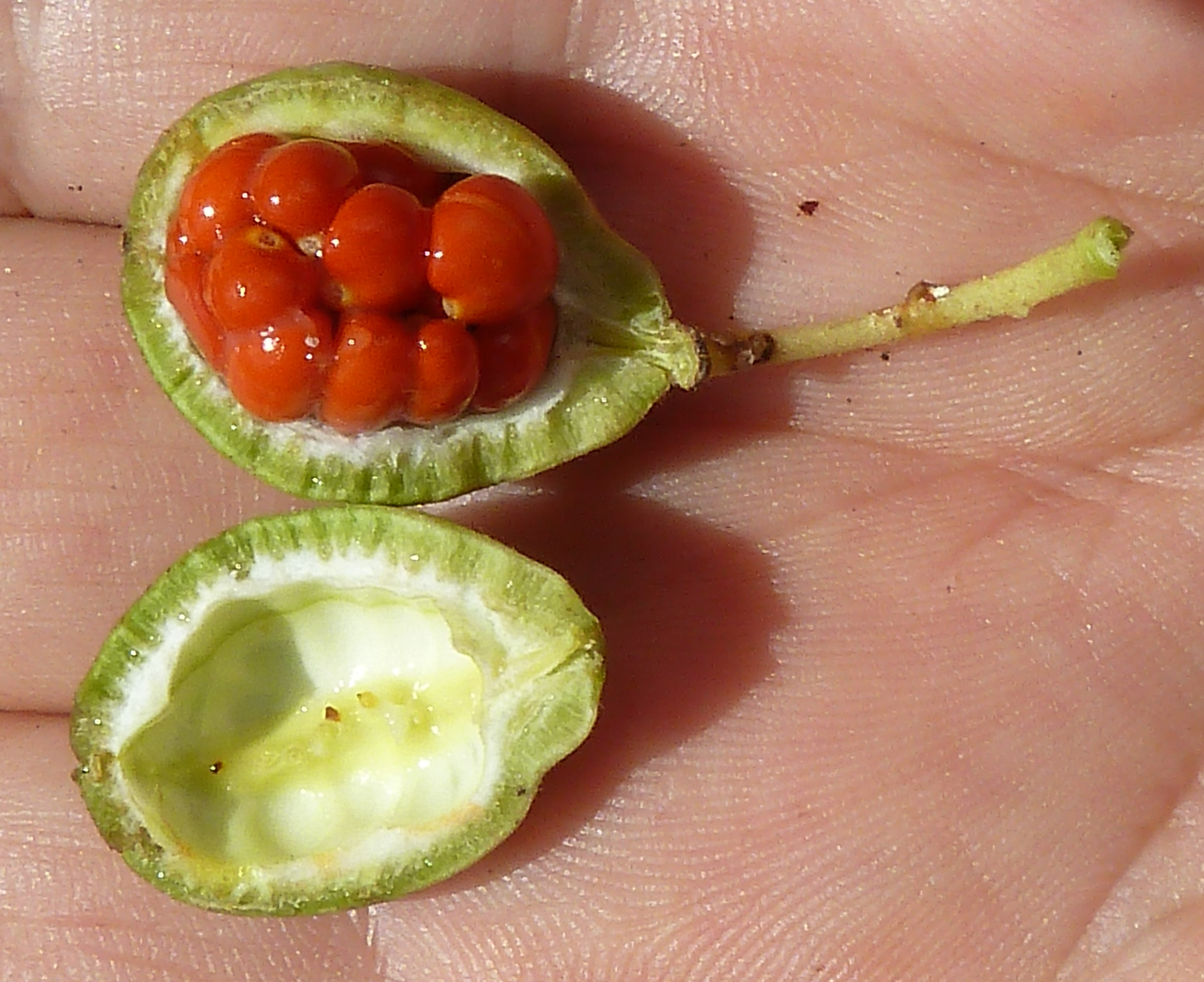
Fruto inmaduro artificialmente abierto, con sus semillas pegajosas.

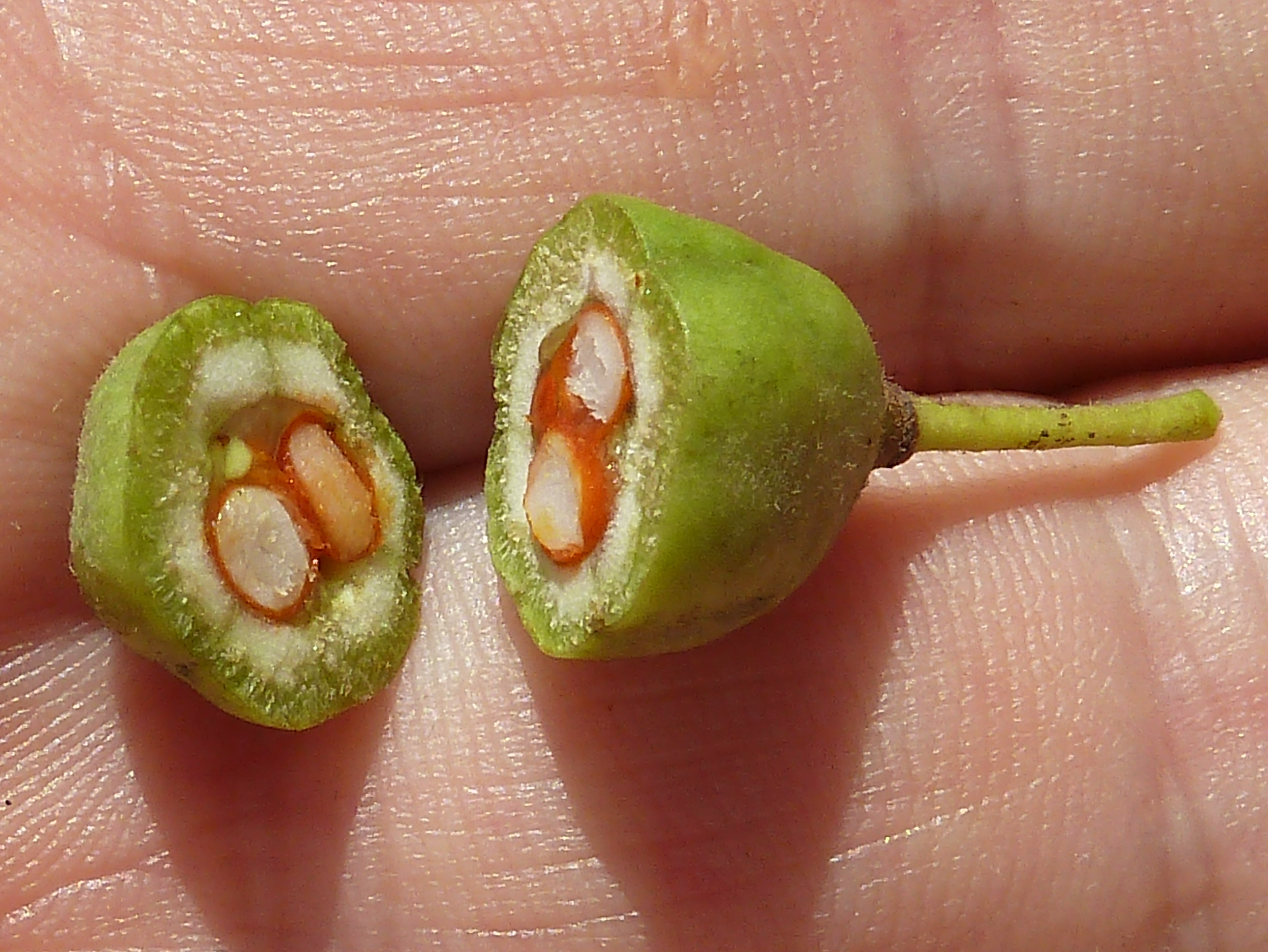
Fruto inmaduro, corte axial.

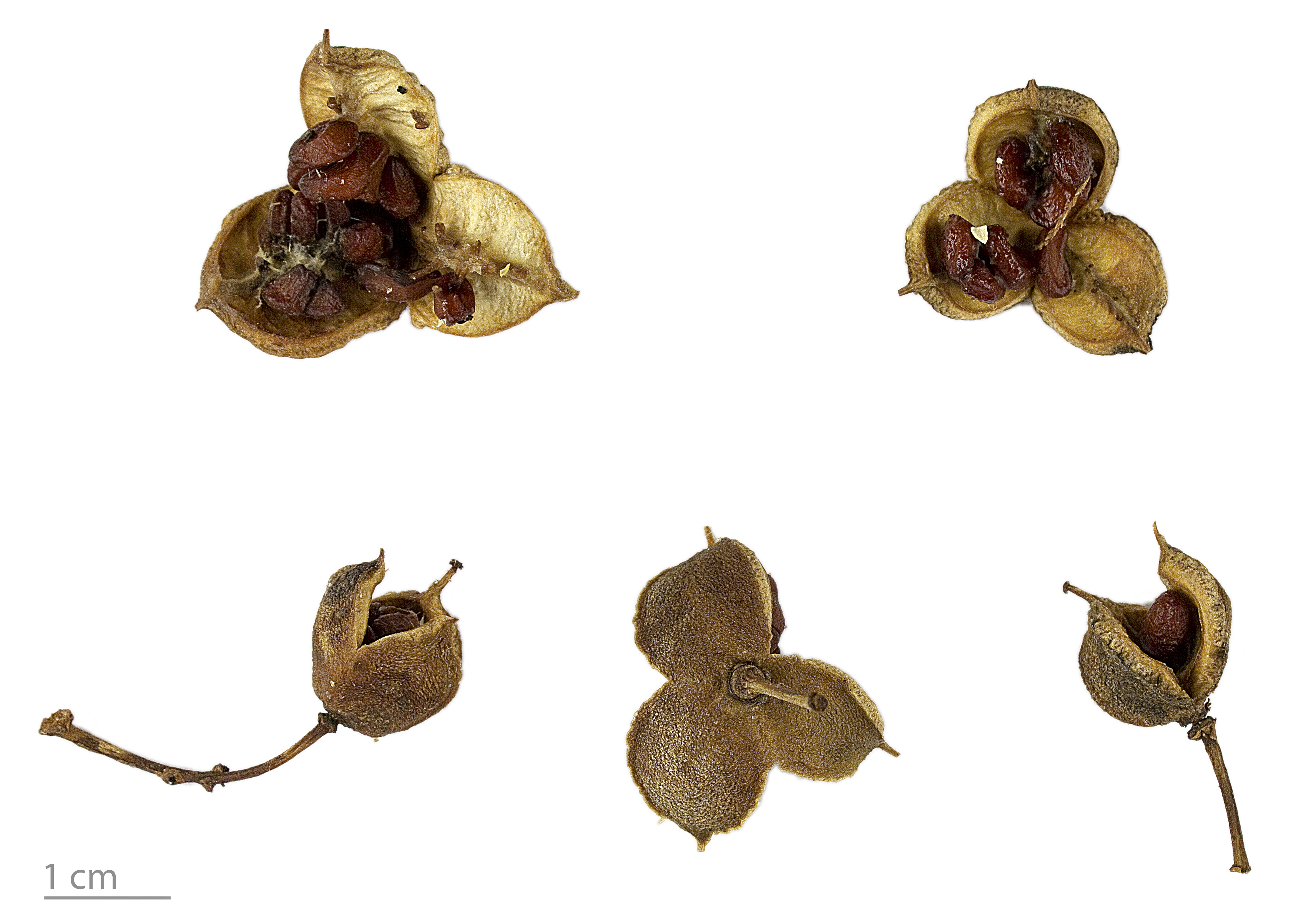
Frutos secos.

## Descripción
Arbusto de hasta 7 m de alto. Hojas agrupadas en los extremos de las ramas, simples, desde oblongas a espatuladas, con el ápice redondeado o escotado, lampiñas, lisas, con el nervio medio bien marcado como una raya amarilla en el haz, coriáceas, con el haz verde oscuro y brillante y más claras por el envés. Inflorescencias en cimas corimbiformes, con los pedicelos pubescentes. Flores aromáticas con 5 sépalos cortamente soldados en la base, iguales entre sí y pétalos oblanceolados, blanco-amarillentos. Estambres en número de 5, dimórficos: filamentos de 2-3 mm y anteras casi estériles en estambres reducidos y filamento de 5-6 mm y anteras fértiles de color amarillo, oblongas, y de unos 2 mm. Fruto en cápsula ovoidea, tomentosa y  dehiscente por 2 a 4 valvas, habitualmente 3. Alberga en su interior varias semillas pardo-anaranjadas, rodeadas por una sustancia resinosa-viscosa blanquecina.

## Distribución
Es originaria de las regiones que rodean el mar de China Oriental: costa oriental de China, el sur de Japón, el sur de Corea e islas próximas; fue introducida en otras partes del mundo, en algunas de las cuales se ha asilvestrado.
En la península ibérica se comporta como invasora, ya que las aves diseminan las semillas, apareciendo asilvestrada en los bosques colindantes y aumentando su expansión progresivamente. Sería más recomendable utilizar arbustos de espécies autóctonas para realizar setos de jardinería.

## Usos
Es una planta muy utilizada como ornamental por su resistencia a la contaminación atmosférica en las grandes ciudades.
Se utiliza en setos cortavientos en las playas, donde medra bien sobre suelo arenoso, y donde resiste el viento fuerte y salobre

## Taxonomía
Pittosporum tobira fue descrita primero por Carl Peter Thunberg como Euonymus tobira y  posteriormente  clasificado en el género Pittosporum por William Townsend Aiton y publicado en Hortus Kewensis, a Catalogue of the Plants Cultivated in the Royal Botanic Garden at Kew. London, (2ª ed.), 2, p. 27, 1811.
Etimología
Pittosporum: del idioma griego πίττα (por πίσσα) 'resina' y σπόρος, 'semilla, simiente', o sea 'semillas pegajosas', pues las semillas están embebidas en una sustancia resinosa-viscosa blanquecina. 
tobira: epíteto que es el nombre de la planta en Japón.
Sinonimia
- Euonymus tobira Thunb. - basiónimo
- Pittosporum chinense Donn
- Pittosporum tobira var. chinense S.Kobay.
- Pittosporum tobira var. tobira

var. calvescens Ohwi
- Pittosporum makinoi Nakai
- Pittosporum tobira var. fukienense Gowda[5]

## Nombres comunes
- Pitosporo, pitósporo, pitósporo japonés,[6] azahar de la China.